# Bernhard Rosenbaum
Bernhard Rosenbaum  (10. december 1847 i København – 6. juni 1932) var en dansk bratschist, kgl. kapelmusikus og far til Victor Borge og Einar Rosenbaum.
Han var søn af cigarmager Natan Rosenbaum (1814-1879), som kom fra Preussen, og Henriette Hartvig. Fra 1888 til 1919 var han bratschist i Kapellet. Han var Ridder af Dannebrog.
Han blev gift med Frederikke Lichtinger (22. maj 1876 - 3. august 1940).
Han er begravet på Mosaisk Vestre Begravelsesplads.